# Luis de Miranda
 (juillet 2018).
 (juillet 2018).
Pour les articles homonymes, voir Miranda.
Luis de Miranda, né au Portugal en 1971, est un romancier, philosophe[réf. souhaitée] et éditeur de langue française.
Il vit depuis son enfance à Paris[réf. souhaitée] et devient Lauréat Zellidja[réf. souhaitée] après son passage au lycée avant de partir pour New York[réf. souhaitée], où il écrit son premier roman en 1994-1995. Diplômé d'HEC (promotion 1994)[réf. souhaitée], il est doctorant en philosophie esthétique et titulaire d'un master en philosophie de l'université Paris 1 Panthéon-Sorbonne.[réf. souhaitée] Il est directeur éditorial chez Max Milo Éditions de 2004 à 2012.[réf. souhaitée]

## Le créalisme
À la faveur de l'expérience Arsenal du Midi[réf. souhaitée](l'une des deux signatures-anagrammes de l'auteur, avec Animal du Désir[réf. souhaitée]), un laboratoire d'écriture mené sur Internet de 2004 à 2007[réf. souhaitée], Luis de Miranda a rassemblé son projet littéraire et philosophique sous le terme de « créalisme ». Pour lui, le créalisme est une politique du réel en tant que cocréation en devenir (l'être comme « créel »), où le sujet actif occupe une place centrale, où l'imagination, la passion, la volonté, l'art, le désir, redéfinissent sans cesse, au présent et en acte, les conditions de possibilité d'une vie désaliénée[réf. nécessaire], voire d'une mutation continue, démultipliée et plus ou moins latente de la société.[réf. nécessaire]
Le « créalisme », également né de travaux menés par Luis de Miranda à l'université de Paris-I entre 2003 et 2007, sur Jacques Lacan, Karl Marx, Gilles Deleuze et Martin Heidegger[réf. nécessaire], pose le primat de la créativité au cœur de l'être, et loin d'être agencé aux seules disciplines artistiques, concerne la dynamique d'extension des territoires vivants, une éthique aventureuse, une praxis éprouvable et collective de la singularité. Sous cette acception, le créel est un tissu vif d'interrelations, tandis que le réel est son « compost ».[pas clair] Le système réaliste repose sur les realia : ce sont des objets tangibles (briquet, table, téléphone...). Le système quantique a pour unité le quantum, pluriel quanta : en physique, cela désigne une quantité d’énergie dégagée par une interaction. Le système sensible a pour unité le quale, pluriel qualia : en philosophie analytique, cela permet de désigner une impression de conscience. C’est une donnée subjective, un ressenti. Le système créaliste repose sur les crealia, désignant des unités différentielles génériques, moments de manifestation du nouveau.[réf. nécessaire]

## Œuvre

### Romans
- Luis de Miranda, Joie, Paris, Éditions Le Temps Des Cerises, coll. « Union des écrivains », novembre 1997, 157 p. (ISBN 2-84109-105-8)
- Luis de Miranda, La Mémoire de Ruben, Nivelles, Éditions Gamma Press, septembre 1998 (ISBN 2-930198-06-0)
- Luis de Miranda, Le Spray : roman, Paris, Éditions Calmann-Lévy, 23 février 2000, 192 p. (ISBN 2-7021-3084-4)
- Luis de Miranda, À vide : roman, Paris, Éditions Denoël, septembre 2001, 246 p. (ISBN 2-207-25251-5)
- Luis de Miranda, Moment magnétique de l'aimant, Paris, Éditions La Chasse au Snark, 28 août 2002, 160 p. (ISBN 2-914015-24-0)
- Hélène Delmotte & Luis de Miranda, Expulsion, Paris, Max Milo Éditions, coll. « Condition humaine », 1er janvier 2005, 123 p. (ISBN 2-914388-56-X)
- Luis de Miranda, Paridaiza, Paris, Éditions Plon, 21 août 2008, 200 p. (ISBN 978-2-259-20821-5 et 2-259-20821-5)

### Essais
- Luis de Miranda, Ego Trip : La Société des artistes sans œuvre, Paris, Max Milo Éditions, coll. « Mad », 1er avril 2003, 125 p. (ISBN 2-914388-35-7)
- Luis de Miranda, Peut-on jouir du capitalisme ?, Paris, Éditions Punctum, 5 mars 2008, 125 p. (ISBN 978-2-35116-029-9 et 2-35116-029-0)
- Luis de Miranda, Une vie nouvelle est-elle possible ? : Deleuze et les lignes, Paris, Éditions Nous, février 2009, 91 p. (ISBN 978-2-913549-30-2)
- Luis de Miranda, L'Art d'être libres au temps des automates, Paris, Max Milo Éditions, janvier 2010, 224 p. (ISBN 978-2-35341-083-5)
- Luis de Miranda, L'être et le néon, Paris, Max Milo Éditions, octobre 2012, 224 p. (ISBN 978-2-315-00370-9)

## Filmographie
- 2004 : Quitte ou double (court métrage) réalisé par Luis de Miranda[4]
- 2010 : Jésus & Nietzsche : Interview (court métrage) réalisé par Luis de Miranda[5]